# Brenta (rivier)

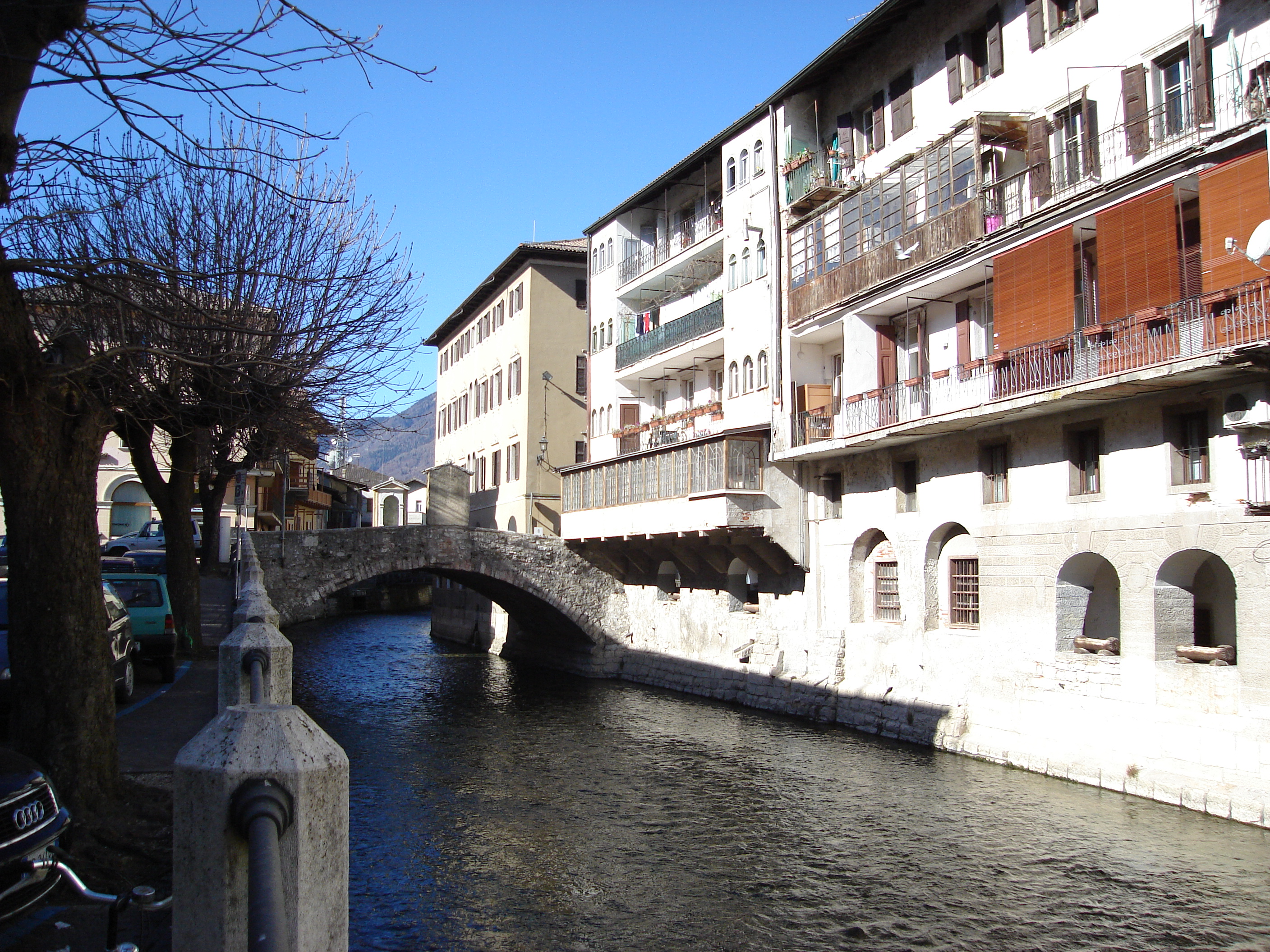
De rivier in Borgo Valsugana.

De Brenta is een rivier in Noord-Italië, met een lengte van 174 km.
De rivier ontspringt in het Meer van Caldonazzo en het Meer van Levico in de Italiaanse Voor-Alpen.
Bij Bassano del Grappa stroomt de Brenta uit de Voor-Alpen in de Povlakte.
De rivier stroomt door de provincies Trente, Vicenza en Padua en eindigt bij Chioggia in de Golf van Venetië.
In de 2e eeuw v.Chr. noemden de Romeinen de rivier Medoacus Maior. De rivier stroomde in een grensgebied tussen Romeinen en Kelten. De term Maior staat tegenover de Medoacus Minor, een zijriviertje van de Brenta dat zo ook naar de Golf van Venetië stroomde. Pas in de tijd van het Keizerrijk noemden de Romeinen de rivier Brinta, vandaar later Brenta in het Italiaans.
Bij de overstroming van 1152 koos de rivier een nieuwe, kortere route naar de Adriatische Zee via de lagune van Venetië.
De monding was bij Fusina tegenover Venetië.
Dat veroorzaakte verzanding van de haven van Venetië, reden waarom kanalen werden aangelegd om het water om te leiden naar de oude monding. In de 16e eeuw werd deze nieuwe tak van de Brenta gekanaliseerd: dat heet nu het Brentakanaal (Naviglio Brenta). 

## Trivia
- Het gebergte met de naam Brenta is wel in de buurt (noordwestelijk van Trente), maar behoort niet tot het stroomgebied van de rivier. De bron van de rivier ligt ongeveer 10 km ten oosten van Trente.
- Het Canale di Brenta is een vallei waar de bovenloop van de rivier stroomt, niet te verwarren met het Brentakanaal (Naviglio Brenta) en geen onderdeel van het Brentagebergte.

## Kaarten

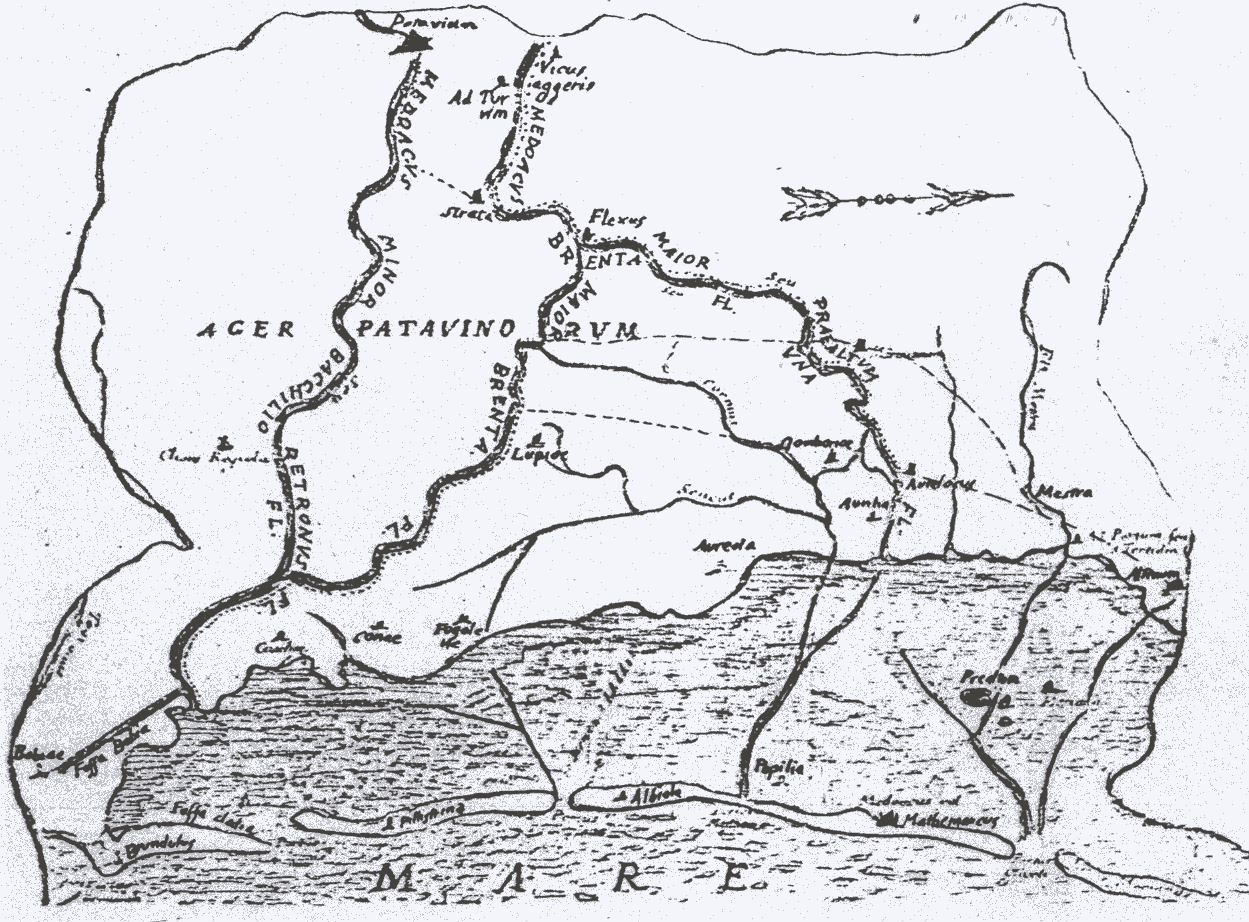
Oude kaart met noorden naar rechts. De Brenta wordt aangegeven als Medoacus Maior, met haar oude bedding naar de Minor (links) en haar recente bedding naar Fusina (rechts)

- Bibliothèque nationale de France: cb121476959 (data)
- Gemeinsame Normdatei: 4265834-2
- Nationale Bibliotheek van Tsjechië: ge617100
- Virtual International Authority File: 190145542728296642161